# Оглиш

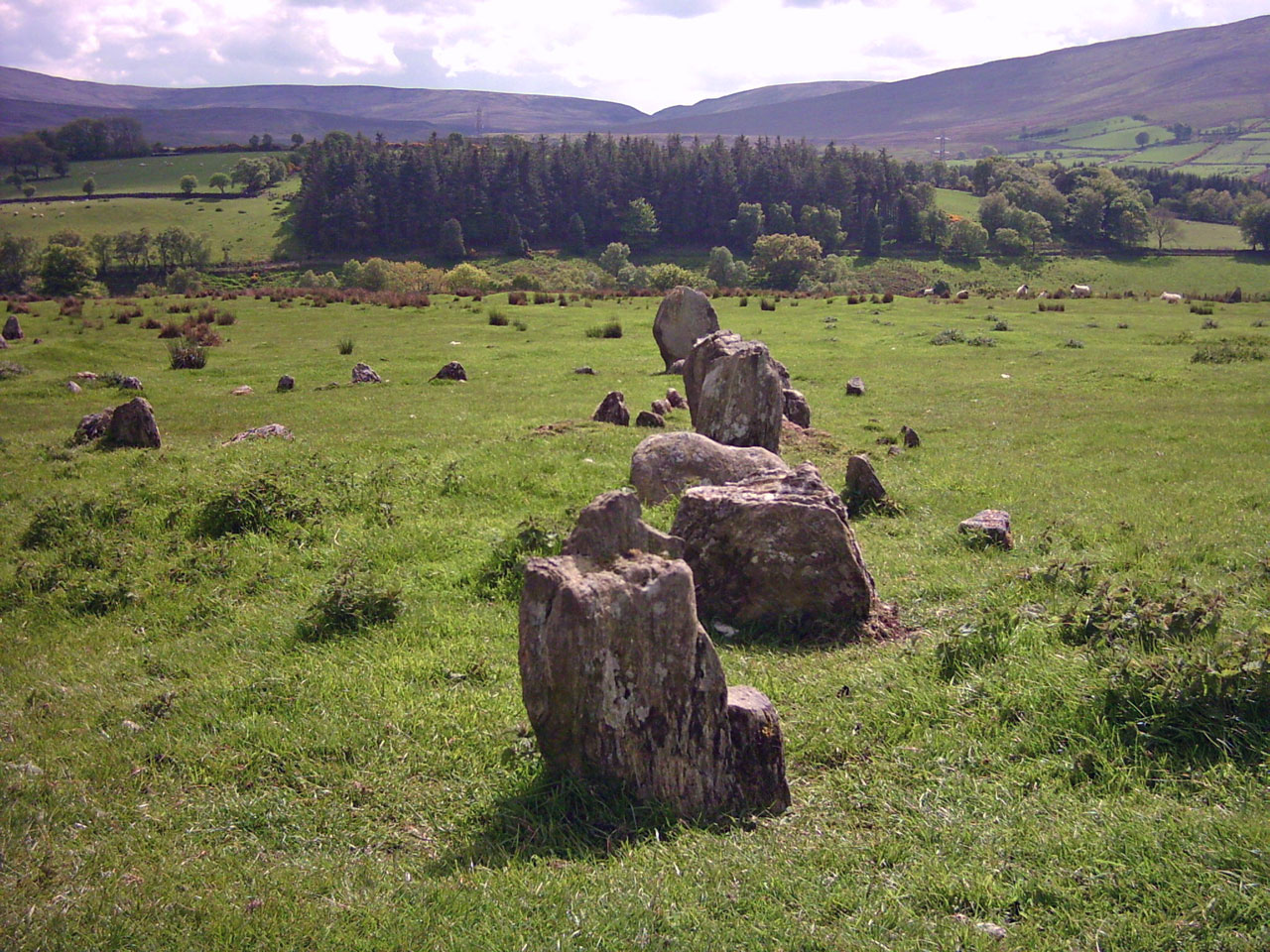
Ранняя археоастрономия началась с попытки нахождения статистической модели при изучении подобных кругов

Оглиш (Aughlish / Auglish) — таунленд и место расположения как минимум шести каменных кругов и двух каменных рядов в графстве Лондондерри Северной Ирландии.
В местности расположена группа кругов, в том числе с 41 мелкими камнями и упавшим камнем в 150 см высотой на юге, и другим, такой же высоты, за пределами круга, на севере. Есть три других круга (или части кругов), один из которых простирается на 18 метров.
Обри Берл считает, что эти постройки являются характерными для ритуальных построек Ирландии бронзового века вокруг Сперринса, местной горной кряды. Он утверждает, что расположение каменных кругов и рядов указывает на связи со строителями кругов в Англии, Шотландии и других местах в Северной Ирландии.